# Фанерон
Фанерон (или феномен) — ключевое понятие фанероскопии, науки, занимающейся наблюдением фанеронов и обобщением результатов этих наблюдений. Впервые это термин был использован Чарльзом Сандерсом Пирсом в его рукописях 1904—1905 годов в то время, когда он работал над феноменологией (или фанероскопией) и классификацией наук (в частности философии). Понятие фанерона близко по смыслу понятию «идея», понимаемому в локковском смысле; но при этом Ч. С. Пирс не ставит фанерон в зависимость от каких-либо реалий, то есть фанерон — это идея, которую мы рассматриваем только в рамках сознания и вне зависимости от того, как она связана с материальным миром, это просто явление сознания. Пирс выделяет три категории, или три модуса сущего, по которым можно подразделить фанероны (первичность, двоичность и троичность); эти категории имеют фундаментальное значение для логики, или науки о знаках. В своей классификации наук Пирс отводит особое место фанероскопии: она является самостоятельной наукой в корпусе философии, наравне с метафизикой и нормативной наукой (в последнюю входит логика).

Фанерон — это общая совокупность всего, что так или иначе, в том или ином смысле является наличным сознанию, совершенно независимо от того, соответствует ли наличное какой-либо реальной вещи. Вопрос когда и которому сознанию остается в данном случае без ответа, ибо у меня нет ни тени сомнения, что черты такого фанерона, которые я обнаруживаю в своем сознании, во всякое время наличествуют и любому другому— Чарльз Сандерс Пирс [С. 5, Пирс, Ч. С. Начала прагматизма / Пер. с англ., предисл. В. В. Кирющенко, М. В. Колопотина. — СПб.: Лаборатория Метафизических Исследований философского факультета СПбГУ; Алетейя, 2000. — 318 c. — (Серия «Метафизические исследования. Приложение к альманаху»)]